# 크림 소스
크림 소스(영어: cream sauce)는 크림을 넣어 만드는 소스이다.
프랑스 요리 등에서는 베샤멜이나 블루테 등 루 기반 화이트 소스류 또는 육즙 기반 브라운 소스류에 크림을 추가해 만든다. 쉬프렘 소스가 대표적이다.
이탈리아 요리에서는 밀가루 없이 크림과 우유를 넣어 만들기도 한다. 한국 등에서는 카르보나라 파스타를 크림 소스로 만들기도 하지만, 원래는 크림 소스가 들어가는 음식이 아니다.
크림새우 등에 쓰이는 흰 소스를 "크림 소스"로 일컫기도 하지만, 크림이 아니라 마요네즈가 들어간 소스이다.

## 같이 보기
- 로제 소스
- 크림 수프
- 화이트 소스